# Зелений Сад (Гомельський район)
Зелений Сад (біл. Зялёны Сад) — селище в Оздзелинській сільраді Гомельського району Гомельської області Білорусі.

## Географія
У 20 км на північний захід від Гомеля, 13 км від залізничної станції Лазурна (на лінії Жлобин — Гомель).
На півночі селища — меліоративний канал, з'єднаний з річкою Уза (притока річки Сож).

## Транспортна мережа
Поруч автодорога Уваровичі — Стара Белиця. Планування складається з прямолінійної меридіональної вулиці, забудованій двосторонньо дерев'яними будинками садибного типу.

## Історія
Засноване на початку 1920-х років переселенцями з сусідніх сіл на колишніх поміщицьких землях. У 1926 році працювало відділення зв'язку, в Оздзелинській сільраді Уваровицького району Гомельського округу. У 1931 році жителі вступили до колгоспу. Під час німецько-радянської війни 12 жителів загинули на фронті. У 1959 році в складі колгоспу імені С. М. Кірова (центр — село Оздзелино). Розміщувалася початкова школа.

## Населення
- Станом на 2004 — 38 господарств, 96 жителів.

Динаміка: